# Bahnhof Kolbermoor
Der Bahnhof Kolbermoor ist der einzige Bahnhof in der Stadt Kolbermoor im oberbayerischen Landkreis Rosenheim. Er liegt an der Bahnstrecke Holzkirchen–Rosenheim.

## Geschichte
Die Erschließung des Mangfalltals durch die Eisenbahn war Voraussetzung für die Entwicklung Kolbermoors. Der Ort entstand erst in der zweiten Hälfte des 19. Jahrhunderts im Zuge des Eisenbahnbaus und der daraus folgenden Industrialisierung rund um die Baumwollspinnerei Kolbermoor sowie ein Tonwerk und dem industriellen Torfstich.
Am 31. Oktober 1857 ging der Abschnitt Großhesselohe–Rosenheim der Bayerischen Maximiliansbahn in Betrieb. Sie ermöglichte die Industrialisierung des an Torf und Holz reichen Gebietes; die Mangfall lieferte die nötige Wasserkraft. Im Jahre 1858 kam der Belgier Jean Cormeau in die Region und kaufte dort, wo heute das Tonwerk steht, günstig Torfgründe zusammen. Er plante, Torf für Heizzwecke stechen zu lassen, unter anderem für die Bahn. Am 1. September 1859 wurde der Haltepunkt Kolbermoor eingerichtet; bis dahin fuhren die Züge zwischen Bad Aibling und Rosenheim durch. 1862 wurde das Empfangsgebäude errichtet, das 1899 zwei Seitenflügel erhielt.
Das verfallene Empfangsgebäude in Kolbermoor – das älteste Gebäude der Stadt – wurde unter der Regie der Stadt Kolbermoor restauriert und im September 2019 als Begegnungsstätte eröffnet. Dabei wurde es um eine Bahnhofshalle erweitert. 2023 wurde der Bahnhof barrierefrei umgestaltet. Der Mittelbahnsteig, der nur über eine Gleisquerung zu erreichen war, wurde abgebrochen. Ein zweiter Bahnsteig wurde nördlich der Gleisanlagen errichtet, er ist über die Straßenunterführung und die Bergstraße erreichbar. Anschließend soll das Bahnhofsareal ausgebaut werden.

## Verkehr
| Linie | Betreiber            | Laufweg                                                                                    | Frequenz                            |
| ----- | -------------------- | ------------------------------------------------------------------------------------------ | ----------------------------------- |
| RB58  | Bayerische Regiobahn | Rosenheim – Kolbermoor – Bad Aibling – Kreuzstraße – Holzkirchen (– Deisenhofen – München) | stündlich, in der HVZ halbstündlich |